# Garcinia puat
Garcinia puat är en tvåhjärtbladig växtart som först beskrevs av Xavier Montrouzier, och fick sitt nu gällande namn av André Guillaumin. Garcinia puat ingår i släktet Garcinia och familjen Clusiaceae. Inga underarter finns listade i Catalogue of Life.